# Kempsey, England
Kempsey är en ort och civil parish i Storbritannien.   Den ligger i grevskapet Worcestershire och riksdelen England, i den södra delen av landet, 160 km väster om huvudstaden London. Kempsey ligger 18 meter över havet och antalet invånare är 2 570.
Terrängen runt Kempsey är huvudsakligen platt, men västerut är den kuperad.Runt Kempsey är det ganska tätbefolkat, med 166 invånare per kvadratkilometer. Närmaste större samhälle är Worcester, 5,6 km norr om Kempsey. Trakten runt Kempsey består till största delen av jordbruksmark.